# Одо III (Бургундия)
Одо III (на френски: Eudes III, Odo III; * 1166; † 6 юли 1218, Лион) е херцог на Бургундия от 1192 до 1218 г.

## Живот
Син е на херцог Хуго III и на Аликс от Горна Лотарингия.
През 1187 г. Одо III е пленен при защитаването на замъка на баща му Шатийон сюр Сен (Châtillon-sur-Seine) от крал Филип II Август. През 1190 г. Одо поема управлението в Бургундия, след като баща му тръгва на Третия кръстоносен поход. Когато той умира през 1192 г., Одо го наследява като херцог. Той подкрепя брака на краля с Ингеборг Датска и затова е отлъчен от църквата.
Одо участва в Албигойски кръстоносен поход през 1209 г. Като най-висш по ранг благородник той е командир на войската. След август 1209 г. Одо прекратява участието си и оставя командването на Симон дьо Монфор.
През 1218 г. Одо се присъединява към Петия кръстоносен поход в Египет, но умира при приготовленията в Лион.

## Фамилия
Първи брак: през 1194 г. с Матилда Португалска (* 1157; † 1218), инфанта на Португалия, дъщеря на крал Афонсу I и на Матилда Савойска, вдовица на Филип Елзаски. Одо III я изгонва през 1195 г.
Втори брак: през 1199 г. с Аликс от Вержи (* 1182 † 1252), дъщеря на Хуго, господар на Вержи, и на Гилета дьо Тренел. Техните деца са:
- Жана (* 1200; † 1223), ∞ Рудолф II († пр. 1250), господар на Исодюн и граф на Йо
- Аликс (* 1204; † 1266), ∞ Роберт I Дофин († 1262), граф на Клермон и дофин на Оверн
- Хуго IV (* 9 март 1213; † 27 октомври 1272), херцог на Бургундия; ∞ 1229 Йоланда (* 1212; † 30 октомври 1248), дъщеря на граф Роберт III от Дрьо; ∞ ноември 1258 Беатрис от Шампан (* 1242; † февруари 1295), дъщеря на крал Теобалд I от Навара
- Беатрис (* 1216), ∞ Хумберт III дьо Туар († 1279)